# Hunanköket

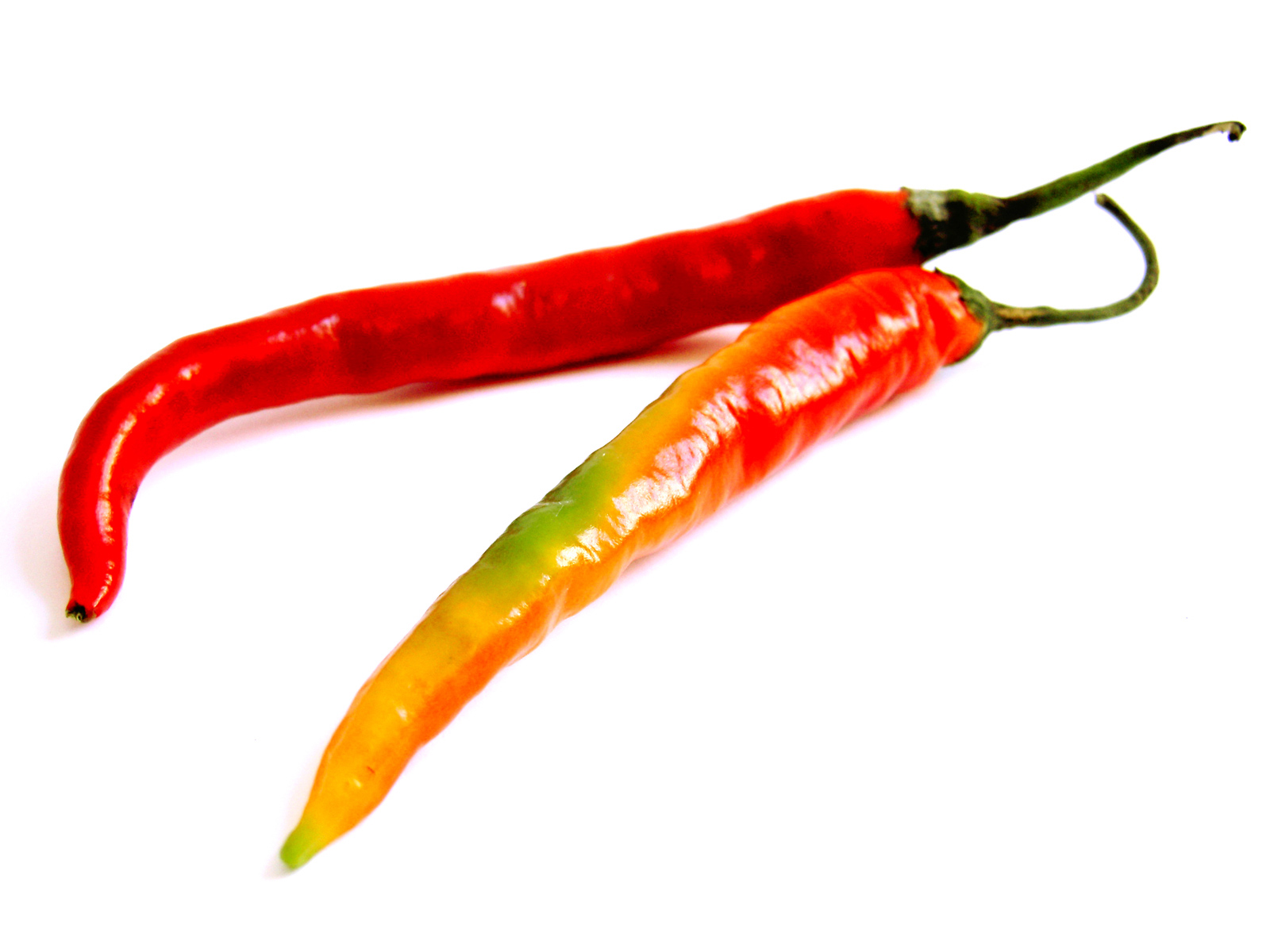
Chilipeppar, ett starkt kännetecken för hunanesisk mat

Hunanköket (湘菜, xiāngcài), är ett av Kinas åtta stora kök. Maten från provinsen med samma namn är själva riktmärket, men köket är idag inte bara spritt i stora delar av Kina utan också utomlands med viss variation som följd. Det är främst känt för sin rikliga användning av chilipeppar.

## Historia
Historien om hunankökets kokkonst härrör från 1600-talet. Den första gången chilipeppar nämns är i lokala tidningar 1684, det tjuguförsta året av kejsar Kangxis regeringstid.